# José Luis Garci
José Luis Garci   (Madrid, 20 de gener de 1944) nom abreujat de José Luis García Muñoz, es un productor, crític, presentador de televisió, autor literari, guionista i director de cinema espanyol. El 1983 va guanyar el primer Oscar per a una producció espanyola a l'millor pel·lícula de parla no anglesa per Volver a empezar. Ha estat nominat per a aquesta mateixa distinció altres tres vegades, més que cap altre director de cinema espanyol, per les pel·lícules: Sesión contínua (1984), Asignatura aprobada (1987) i El abuelo (1998). És membre de l'Acadèmia de les Arts i les Ciències Cinematogràfiques de Hollywood.

## Biografia
Va néixer el 1944 a Madrid en el si d'una humil família d'ascendència asturiana. El seu començament al cinema va ser als cinc anys quan va haver d'entrar en una sala perquè la seva mare s'havia deixat la bossa i va veure la pel·lícula Allò que el vent s'endugué A partir de llavors va assistir als cinemes de programa doble que hi havia al seu barri per poder passar el temps d'una manera entretinguda, i poder evadir-se a la infància que va viure durant la Postguerra espanyola. Aquestes assistències al cinema van fer que es convertís en un cinèfil amb gustos que es decantaven per John Ford i Howard Hawks, i cap a altres mitjans com al músic Cole Porter i l'escriptor Rudyard Kipling.
Quan va acabar els estudis de batxillerat i el preuniversitari (a l'institut Cervantes, de Madrid) va començar a treballar en una entitat bancària, la qual cosa li va permetre ampliar els seus coneixements de cinema, escriure articles no publicats i assistir als més importants festivals cinematogràfics. Al banc va treballar per a la família Fierro on va entrar per recomanació, ja que el seu pare coneixia Ignacio Fierro Vinya treballant com a auxiliar administratiu. Estaria treballant allí durant 10 anys.

### Carrera professional

#### 1963-1976
Garci va començar amb 19 anys la seva labor com a crític de cinema, entre elles Signo, Cinestudio, la revista SP i Ressenya. Les seves primeres crítiques eren còpies de Cahiers du cinéma, però més endavant va començar a tenir idea pròpia i va poder escriure el que realment pensava. Al mateix temps va escriure els seus primers relats literaris que li van fer guanyar el premi Porta d'Or i el premi «a la millor labor literària» del Cercle d'Escriptors Cinematogràfics.
Després de rebre els consells d'Antonio Mercero i José María González Sinde, el 1969, a l'edat de 25 anys, va començar la seva carrera com a guionista de cinema. En aquest any escriu el del Cronicón d'Antonio Giménez Rico, dos anys després realitzaria també el de la casa de les chivas de León Klimovsky. Però seria el 1972 quan escriuria al costat de Mercero el guió del migmetratge La cabina, que seria guardonat amb un premi Emmy. Després de l'èxit d'aquesta obra va començar a realitzar treballs per al productor José Luis Dibildos realitzant els guions de No és bó que l'home estigui sol de Pedro Olea i Una gota de sang per morir estimant d'Eloy de l'Església i Els nous espanyols i Vida conjugal sana de Roberto Cellers. Aquestes dues últimes serien impulsores del cinema de la "Tercera via" caracteritzat per ser un cinema comercial de gran interès.
El seu amic José María González Sinde li proposa que sigui el director de diversos curtmetratges el 1975: el seu decebedor Al futbol! (que va anar durament criticat, rebent una valoració de 0 punts per part del Ministeri de Cultura d'Espanya i en el qual va mostrar el primer entrenament de Luis Aragonés com a entrenador,), Mi Marilyn (que li faria portar-se un premi del Cercle d'Escriptors Cinematogràfics al millor curtmetratge,) i, un any després Temps de gent acovardida.
Paral·lelament als seus treballs cinematogràfics, va escriure i va publicar relats de ciència-ficció en diverses revistes, com Drácula. Com a assagista publica una desena de llibres entre els quals destaca Ray Bradbury, humanista del futur, Adam Blake i un monogràfic sobre el cinema de ciència-ficció en l'Enciclopèdia Buru-Lan, pels quals rebria premis com ara el Nova Dimensió o el González-Ruano de Periodisme.

#### 1977-1993
Després d'haver realitzat els seus curtmetratges va aconseguir la suficient experiència per dirigir llargmetratges centrant-se en la temàtica pel cinema de la «Tercera via». El primer d'ells va ser Asignatura pendiente protagonitzada per José Sacristan i Fiorella Faltoyano on va voler mostrar com seria la realitat espanyola de l'any 1976 després de la mort de Francisco Franco, aquesta pel·lícula va resultar interessant per al públic espanyol que desitjava recuperar un temps que no havien viscut i les seves experiències frustrades mentre enyoraven la llibertat, un any després va estrenar Solos en la madrugada amb els mateixos protagonistes, on narrava la vida d'un locutor de ràdio simpatitzant d'esquerres. La trilogia va finalitzar amb Las verdes praderas amb María Casanova i Alfredo Landa on narra la història d'un matrimoni que passava els seus caps de setmana en un xalet als afores de Madrid per aïllar-se del soroll de la ciutat, amb la qual cosa va pretendre mostrar a la nova classe acomodada que per la rutina acaba perdent els valors encara que sembli que vagin progressant.
El 1980 escriu, produeix i actua en la pel·lícula Viva la clase media que va dirigir José María González Sinde, on es narrava la història d'un cúpula comunista que va néixer a Espanya en els últims anys de la dictadura franquista. Garci va interpretar a Antonio, el més radical del grup. En aquest mateix any va realitzar el curtmetratge documental Alfonso Sánchez sobre el crític homònim a qui va qualificar com un mestre.
Després de fundar el 1980 al costat de José Esteban Alenda la productora Nickel Odèon comença la producció de el crack que s'estrenaria un any després. La pel·lícula era un homenatge al cinema negre i, en particular, a Dashiell Hammett, el nom del qual va col·locar a l'inici de la pel·lícula com a homenatge. L'any següent va estrenar Volver a empezar, que va ser durament criticada per la crítica espanyola del moment pel seu dramatisme fàcil, encara que es va convertir en la primera pel·lícula espanyola guardonada amb l'Oscar a la millor pel·lícula de parla no anglesa. El 1983 estrena El crack II l'homenatge del qual aquesta vegada aniria dirigit a Raymond Chandler, encara que la crítica la va valorar de manera més negativa que a la primera part.
Després de l'èxit de la seva oscaritzada pel·lícula comença a realitzar un cinema nostàlgic amb matisos cinematogràfics que serien Sesión contínua el 1984; on mostrava la seva mirada al cinema clàssic i que, malgrat ser un desastre en taquilla, va ser candidata a l'Oscar a la millor pel·lícula de parla no anglesa; tres anys després estrenaria Asignatura aprobada amb la qual Garci aconsegueix el Goya al millor director en la segona edició dels premis. El 1988 comença la producció de la seva primera incursió en la televisió com a director amb la sèrie Històries de l'altre costat que va començar a emetre's el 1991 la seva primera temporada. Un dels episodis, Mnemos que va dirigir el mateix Garci va ser presentat als premis Emmy i que es va emetre el 1988, però no va aconseguir el guardó. També va intentar realitzar El crack 3, però no va aconseguir finançament en ser un tema complicat en estar relacionat amb el terrorisme.

#### 1994-2012
Va començar la seva nova etapa amb una trilogia de melodrames. Aquesta trilogia va començar 1992 quan té la idea d'adaptar l'obra de teatre Cançó de bressol (obra de teatre) de Gregorio Martínez Sierra amb la pel·lícula homònima que va estrenar el 1994 amb la qual inicia la seva segona etapa marcada per les adaptacions. La pel·lícula va ser ben rebuda tant pel públic com per la crítica, i amb els anys Garci la va valorar com la millor que ha fet. Tres anys després va estrenar una fallida adaptació de l'obra de teatre La ferida lluminosa i, el 1998, va estrenar l'adaptació de la novel·la L'avi de Benito Pérez Galdós. Amb aquesta última va tenir problemes a causa que va ser presentada als Oscars com a representant espanyola i se'l va acusar de compra de vots per Pedro Costa perquè s'havien enviat cartes anònimes on es deia: «els missatgers de José Luis Garci li anunciem la nostra propera visita, en la qual recollirem una vegada més les paperetes i els desitjarem personalment un feliç any nou». Posteriorment es va demostrar la innocència del director, però el director es va enfadar perquè van enviar la seva rectificació després dels premis Goya i va decidir abandonar l'Acadèmia de les Arts i les Ciències Cinematogràfiques d'Espanya. En va també va intentar adaptar les obres La malquerida, Sant Joan i Avui és festa, que no van poder tirar endavant per motius econòmics.
El 1995 va començar l'emissió del seu programa de cinema Què grande es el cine! de TVE que començava amb la sintonia de Moon River de Henry Mancini, posteriorment es feia una presentació dels convidats que hi havia al programa i, després de l'emissió de la pel·lícula, realitzava una tertúlia amb altres crítics sobre la pel·lícula que s'havia emès aquest dia. També va tenir breument Que grande es el cine español! però, a causa de les seves baixes audiències va durar poc temps. També va realitzar per aquests anys la seva trilogia literària formada per Morir de cine, Beber de cine i Latir de cine.
També comença amb la revista trimestral Nickel Odeon creada amb l'equip del seu programa de cinema que portava fent des que ho va veure a Hollywood, però el dèficit econòmic que va sofrir la revista va fer que desaparegués. El 2000 inicia el seu díptic sobre el fictici poble asturià de Cerralbos del Sella. Aquestes dues pel·lícules serien dos drames intimistes, la primera seria You're the One (una història de llavors) (rodada en blanc i negre) i la segona, Historia de un beso. També va intentar realitzar una tercera part titulada Al otro lado del rio que no va tirar endavant.
Els seus últims treballs no aconsegueixen l'acceptació ni de la crítica. El primer és la pel·lícula coral Tiovivo c. 1950, on va voler mostrar les seves vivències al banc de la família Fierro,. Va seguir la fallida adaptació de dues novel·les còmiques de Miguel Mihura (Ninette y un señor de Múrcia i Ninette, modas de París) titulada Ninette, sobre una jove i sexy parisenca de Galeries Lafayette interpretada per Elsa Pataky. El següent film va ser Llum de diumenge, un drama sobre la violació múltiple d'una jove interpretada per Paula Echevarría com a demostració de poder on mostra una crítica al caciquisme, que recorda a un western,. La polèmica producció Sangre de mayo, és una adaptació lliure dels Episodis nacionals de Benito Pérez Galdós La corte de Carlos IV i El 19 de març i el 2 de maig, filmada amb finançament de la Comunitat de Madrid a petició del seu president, Esperanza Aguirre, amb motiu del segon centenari de l'aixecament del 2 de maig.
El 2009 Garci va estrenar el programa Cinema en blanc i negre d'estructura similar a Què grande es el cine! en Telemadrid, encara que com a sintonia va usar la de la pel·lícula El tercer home d'Antón Karas, igual que va començar el programa Cowboys de mitjanit al costat de Luis Herrero i a Eduardo Torres-Dolç.
Després del desastre de la pel·lícula no va aconseguir tirar endavant els seus projectes del crack 3, Els últims del Filipines sobre el lloc de Baler, o les adaptacions en 3D de la Regenta i Tigre Juan. No obstant això, sí que aconseguiria començar a rodar el 7 de novembre de 2011 la pel·lícula Holmes. Madrid Suite 1890 protagonitzada per Gary Piquer i José Luis García Pérez. Aquesta seria la seva última pel·lícula i passaria a dedicar-se a escriure llibres. Després d'aquesta última pel·lícula anuncia la seva retirada del cinema.
El 13 d'octubre de 2012 s'inicia en Telemadrid l'emissió de Voler de Cine, una "continuació" de Cine en Blanco y Negro, aquesta vegada amb l'emissió també de pel·lícules en color i que es manté poques setmanes en emissió.
Després de donar per finalitzada la seva carrera cinematogràfica, Garcia publica en 2013 el seu llibre Noir sobre cinema negre.
Actualment col·labora en diferents programes de ràdio de les emissores: esRadio i Cope.

### Vida privada
José Luis Garci va mantenir durant molt temps una relació sentimental amb Ana Rosa Quintana i, durant el rodatge de El Abuelo, es va enamorar de Cayetana Guillén Cuervo amb la qual va començar a sortir. En l'actualitat està casat amb l'actriu argentina Andrea Tenuta, des del 10 de juny de 2004.

## Estil
A l'hora d'escriure els guions Garci ho fa a mà o, si li falta temps, els fa amb una màquina d'escriure de la marca Olympia. Els guions els ha realitzat sempre en col·laboració, primer amb José María González-Sinde, en les seves tres primeres pel·lícules, i amb Horaci Valcárcel, des del crack fins a Sang de maig, a excepció de Tornar a començar que ho va fer amb Ángel Llorente. A l'hora de redactar el guió en col·laboració, un dels dos començaven a fer la idea com volgués realitzar-la i l'altre després feia els retocs a la història i ho comentava amb l'altre per arribar al resultat final.
A l'hora de triar als actors no realitza cap càsting i sol rodar com a màxim durant sis hores al dia destacant la seva preferències pel plànol i la seqüència. El professor de la Universitat de Cantàbria, Javier Ayesta, va mostrar que els personatges de les seves pel·lícules són en la seva majoria fumadors i que als exfumadores els mostra com a persones desgraciades i amb gran sofriment. En la seva filmografia s'observa dues etapes, en la primera que va fins a Asignatura aprobada i la segona des de Cançó de bressol les primeres es caracteritzen per ser gairebé documentals exercint com un notari dels canvis socials i polítics que havien en aquest moment, mentre que en la segona es mostra una mirada al passat per poder comprendre el present actual és necessari anar-se al passat i llegir amb objectivitat als pensadors del passat.

## Valoració
El 1992 va ser guardonat amb el Premi Nacional de Cinematografia i el 1997 amb la Medalla d'Or al Mèrit de les Belles arts. També gaudeix de 4 carrers amb el seu nom a Espanya i té una estrella en el Passeig de la Fama de Madrid. El públic valora la seva carrera cinematogràfica de manera mixta.
Garci va afirmar que mai havia fet una bona pel·lícula, ja que quan es troba fent-la no sap quin és el resultat final, i, en observar-la temps després amb deteniment, observa les nombroses fallades que té. Per al director les seves millors obres són el seu curtmetratge Alfonso Sánchez i el llargmetratge Tornar a començar. També afirma que l'única part de totes elles que li agrada és la conversa entre el personatge que interpreta Antonio Ferrandis i el que incorpora José Bódalo, però ell afirma que no la pot veure perquè s'apesara en haver mort tots dos actors, ja que havien estat grans amics i companys en classes d'interpretació.
El filòsof Agapito Maestre realitza un minuciós estudi a una part important de la filmografia de José Luis Garci en el llibre Del sentiment. Notorious Edicions. ISBN 978-84-15606-12-3.

## Filmografia
| Any  | Títol                                     | Notes |
| ---- | ----------------------------------------- | --- |
| 1977 | Asignatura pendiente                      | |
| 1978 | Solos en la madrugada                     | |
| 1979 | Las verdes praderas                       | |
| 1982 | Volver a empezar                          | Oscar a la millor pel·lícula de parla no anglesa |
| 1982 | El crack                                  | |
| 1983 | El crack II                               | |
| 1984 | Sesión continua                           | Nominació − Oscar a la millor pel·lícula de parla no anglesa |
| 1987 | Asignatura aprobada                       | Goya al millor director Nominació − Oscar a la millor pel·lícula de parla no anglesa |
| 1994 | Canción de cuna                           | Nominació − Goya a la millor pel·lícula Nominació − Goya al millor director Nominació − Goya al millor guió adaptat                                                                               |
| 1997 | La herida luminosa                        | |
| 1998 | El abuelo                                 | Nominació − Oscar a la millor pel·lícula de parla no anglesa Nominació − Goya a la millor pel·lícula Nominació − Goya al millor director Nominació − Goya al millor guió adaptat                  |
| 2000 | You're the one (una historia de entonces) | Nominació − Os d'Or Nominació − Premis del Cinema Europeu al millor director Nominació − Goya a la millor pel·lícula Nominació − Goya al millor director Nominació − Goya al millor guió original |
| 2002 | Historia de un beso                       | |
| 2004 | Tiovivo c. 1950                           | Nominació − Goya a la millor pel·lícula |
| 2005 | Ninette                                   | Nominació − Goya al millor guió adaptat |
| 2007 | Luz de domingo                            | |
| 2008 | Sangre de Mayo                            | |
| 2012 | Holmes & Watson. Madrid Days              | |